# 日产西玛

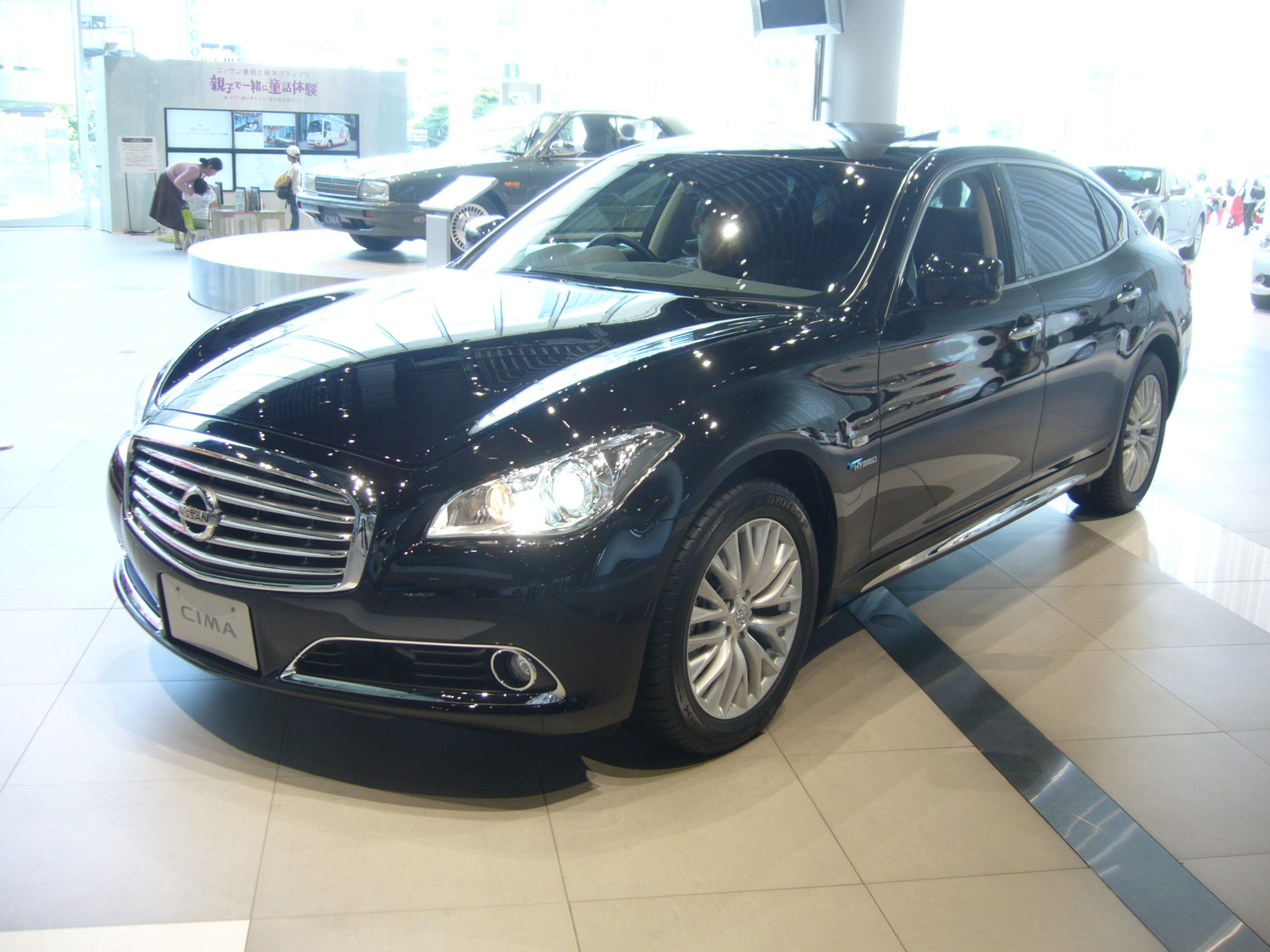
日产西玛（第五代，代号HGY51）

日產西瑪（日産・シーマ，Nissan CIMA）是一款由日產汽車出品的大型豪華轎車，1988年推出至今。
此車型前後共推出了四代，第一至四代基于日產公爵，定为次于日產President。第五代车型基于同期的第二代日产风雅开发，出口到北美市場的第三代、四代、五代车型先后以英菲尼迪Q45/英菲尼迪M/英菲尼迪Q70的名义发行，而在日本，第五代车型还以三菱Dignity的名义发行。 

## 歷史

### 第一代（代号FPY31，1987年9月—1990年12月）
第一代西玛於1987年9月推出，基于同期的日产公爵开发，对标于同月推出的豐田皇冠宽体车型。以“Cedric Cima/Gloria Cima”的名义发行。1988年1月开始发行。
第一代西玛的外观设计参考了镰仓大佛，分别搭载3.0升自然吸气V6发动机（代号VG30DE）和3.0升涡轮增压V6发动机（代号VG30DET）并搭配4速自动变速箱，分别输出200匹马力和255匹马力。
第一代西玛发行时正值日本泡沫经济鼎盛时期，渦輪增壓车型在當時深受歡迎，发行的第一年就卖出了接近4万辆，而在总计3年的生命周期中，第一代西玛更是卖出了12万9000辆，更诞生出「西玛現象」一词，这一词于1988年的日本新语·流行语评选活动中获铜奖。

### 第二代（代号FY32，1991年8月-1996年6月）
第二代西玛于1991年8月推出，取消了原有的“Cedric Cima/Gloria Cima”名称，對比前一代不論在內飾或外形，更为豪華。对标丰田皇冠马杰斯塔和丰田Celsior（雷克萨斯LS）。开始面向香港市场出口。
第二代西玛搭载3.0升涡轮增压V6发动机（代号VG30DET）和4.1升自然吸气V8发动机（代号VH41DE），添加四轮驱动车型。然而由于日本泡沫经济的崩溃，第二代西玛和同期的英菲尼迪Q45并未在销量上取得突破。

### 第三代（代号FY33，1996年6月-2001年1月）
第三代西玛於1996年推出。可选3.0升涡轮增压V6发动机（代号VQ30DET）和4.1升自然吸气V8发动机（代号VH41DE）和4速自动变速箱，配备侧安全气囊，出口版本以英菲尼迪Q45的名义发行。

### 第四代（代号F50，2001年1月-2010年8月）

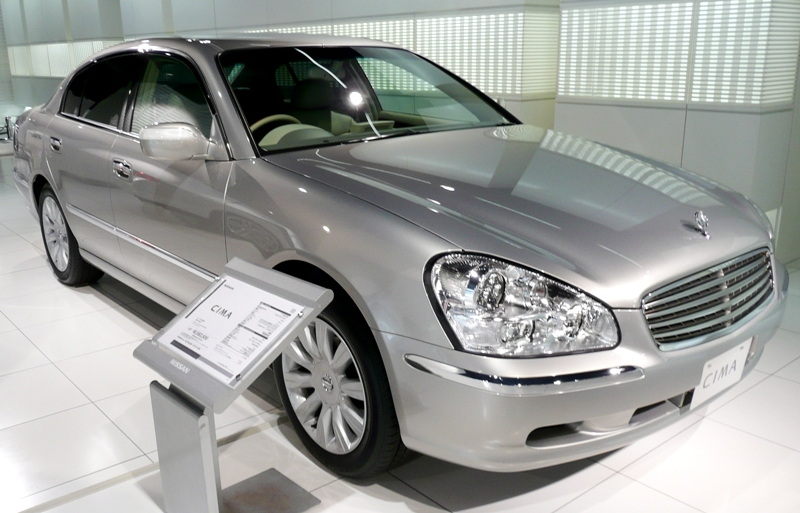
第四代西玛（日规前期车型）

第四代西玛于2001年1月推出，以“DYNAMIC＆MODERN”为设计风格，采用全新的日产LL平台开发。外观和内饰在对标欧系对手的同时仍具有日系高级车的独特性，2003年4月面向中国大陆市场发行。在美国继续以英菲尼迪Q45的名义发行，配备了形似左轮手枪弹夹的氙气大灯（仅限配备了V8发动机的前期车型）。2008年大幅改款。
第四代西玛搭载3.0升涡轮增压V6发动机（代号VQ30DET，2007年7月后取消）和全新的4.5升自然吸气V8发动机（代号VK45DD/VK45DE），搭配4速或5速自动变速箱。V8车型最高输出340匹马力，在辅助驾驶方面首度配备了车道保持系统（仅限直道）和主动刹车功能，前者更是全球首创。
第五代（代号Y51，2012年4月-2022年下半年）
第五代西玛于2012年4月推出，基于同期的第二代风雅延长轴距而来，搭载3.5升自然吸气V6混合动力发动机和7速自动变速箱，在美国市场以英菲尼迪M/英菲尼迪Q70的名义发行，2012年-2016年间在日本国内发售的第二代三菱Dignity为该车的OEM版本。该车因未能通过日本国内的新版噪音限制而将于2022年停产。

## 外部連結
- （日語）日本官方網站